# Фронт сигнала

1 — низкий уровень сигнала, 2 — высокий уровень сигнала, 3 — нарастание сигнала (передний фронт),
4 — спад сигнала (задний фронт)

Длительности фронта и спада электрического импульса.
— нижний уровень сигнала,
— верхний уровень сигнала,
— размах сигнала,
— длительность фронта импульса,
— длительность спада импульса.

Фро́нтом сигна́ла в электронике называется переход аналогового импульсного сигнала, в частности, цифрового сигнала из состояния «ноль» (нижний уровень) в состояние «единица» (верхний уровень) (нарастание сигнала). Переход из состояния «единица» в состояние «ноль» называют спадом сигнала. При этом подразумевается, что для сигналов напряжения нарастание сигнала — это его увеличение относительно некоторого узла цепи, которому приписан нулевой потенциал — «земле», например, от нуля до максимального. Для импульсных сигналов тока принимается нарастание модуля тока, независимо от его направления в рассматриваемом узле электрической цепи.
Часто фронт сигнала называют «передним фронтом», а спад сигнала — «задним фронтом». Иногда фронтом сигнала называют переход логического сигнала или переменной из состояния «FALSE» в состояние «TRUE» и обратный переход из состояния «TRUE» в «FALSE» — спадом логического сигнала. Длительности фронта (время нарастания) и спада (время спада) физически реализуемых сигналов занимают конечное время.
Идеализированный фронт сигнала (сокращённо — ИФС) производит переход из одного состояния в другое без задержек во времени, то есть длительность фронта равна нулю. На практике принцип ИФС используется в квантовых вычислениях.
Фронт сигнала — одно из ключевых понятий в теории триггеров в электронике. Например, триггеры со счетным входом, D-триггеры, JK-триггеры изменяют своё состояние, в зависимости от реализации, по фронту или спаду входных сигналов, которые обычно называют тактирующими сигналами, но эти сигналы не обязательно, и даже редко, являются периодическими тактирущими импульсами.

## Длительности фронта и спада импульсного сигнала
В электронике и радиотехнике длительности фронта и спада определяют как время изменения сигнала от 0,1 до 0,9 и от 0,9 до 0,1 размаха импульса соответственно. Размах импульса определяется как разность амплитуд.